# Lovelace Respiratory Research Institute

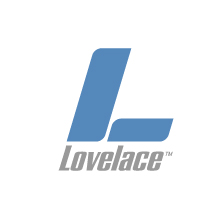
Lovelace Respiratory Research Institute.

Le Lovelace Respiratory Research Institute (« Institut de recherche respiratoire Lovelace », LRRI) est une société de recherche contractuelle fondé après la Seconde Guerre mondiale à Albuquerque, au Nouveau-Mexique, par le médecin William Randolph Lovelace I et le chirurgien William Randolph Lovelace II (en), son neveu.
Le LRRI a initialement réalisé des recherches biomédicales à but non lucratif sur la prévention, le traitement et la guérison des maladies respiratoires. L'organisation a élargi ses activités avec des subventions militaires dans la recherche et le développement d'armes nucléaires, radiologiques, biologiques et chimiques, via la création d'un laboratoire à Kirtland Air Force Base, la recherche contractuelle préclinique pour le développement de médicaments et, dernièrement l'étude de maladies mentales en fournissant de l'imagerie neuronale sur fond d'apprentissage automatique et de big data.
En 2018, son nom est apparu dans le scandale de l'affaire Volkswagen.